# K5 League Incheon 2020
Die K5 League Incheon 2020 war die zweite Spielzeit als höchste Amateurspielklasse und die zweite Spielzeit insgesamt im südkoreanischen Fußball gewesen. Die Saison begann am 24. Mai und endete am 29. November. Anschließend folgten die Play-off-Spiele.

## Teilnehmer und ihre Spielstätten
| Team                   | Stadt                  | Heimstadion                                      | In der Liga seit       | Vorjahresplatzierung         |                        |
| K5 League Incheon 2020 | K5 League Incheon 2020 | K5 League Incheon 2020                           | K5 League Incheon 2020 | K5 League Incheon 2020       | K5 League Incheon 2020 |
| ---------------------- | ---------------------- | ------------------------------------------------ | ---------------------- | ---------------------------- | ---------------------- |
| Incheon Songwol FC     | Incheon-Jung-gu        | LNG-Sportplatz A Geonseol-Kisul-Ausbildungsplatz | 2019                   | Staffelsieger                |                        |
| Incheon Songdo         | Incheon-Yeonsu-gu      | LNG-Sportplatz A Geonseol-Kisul-Ausbildungsplatz | 2019                   | 4. Platz                     |                        |
| Incheon Nambu FC       | Incheon-Michuhol-gu    | LNG-Sportplatz A Geonseol-Kisul-Ausbildungsplatz | 2019                   | 5. Platz                     |                        |
| Incheon Kanseok FC     | Incheon-Namdong-gu     | LNG-Sportplatz A Geonseol-Kisul-Ausbildungsplatz | 2019                   | 3. Platz                     |                        |
| Incheon Karam ING      | Incheon-Seo-gu         | LNG-Sportplatz A Geonseol-Kisul-Ausbildungsplatz | 2019                   | 2. Platz                     |                        |
| Incheon Shinhyeon FC   | Incheon-Seo-gu         | LNG-Sportplatz A Geonseol-Kisul-Ausbildungsplatz | 2020                   | Aufsteiger aus der K6 League |                        |

## Reguläre Saison
| Pl. | Verein                   | Sp. | S | U | N | Tore    | Diff. | Punkte |
| --- | ------------------------ | --- | - | - | - | ------- | ----- | ------ |
| 1.  | Incheon Songwol FC (M)   | 10  | 7 | 1 | 2 | 032:100 | +22   | 22     |
| 2.  | Incheon Songdo           | 10  | 6 | 2 | 2 | 032:170 | +15   | 20     |
| 3.  | Incheon Shinhyeon FC (N) | 10  | 6 | 1 | 3 | 028:140 | +14   | 19     |
| 4.  | Incheon Kanseok FC       | 10  | 3 | 4 | 3 | 026:260 | ±0    | 13     |
| 5.  | Incheon Nambu FC         | 10  | 2 | 1 | 7 | 017:350 | −18   | 07     |
| 6.  | Incheon Karam ING        | 10  | 1 | 1 | 8 | 022:540 | −32   | 04     |

| Zum 8. Spieltag:                                                                                |  |
| Meister der K5 League Incheon und Qualifikation zum Korean FA Cup 2021 Abstieg in die K6 League |  |
|                                                                                                 |  |
| Zum Saisonende 2019:                                                                            |  |
| (M) Vorjahres Staffelsieger                                                                     |  |
| (N) Aufsteiger aus der K6 League                                                                |  |

## Statistik

### Torschützenliste
Bei gleicher Anzahl von Treffern sind die Spieler alphabetisch geordnet.
| Platz | Spieler         | Mannschaft         | Tore |
| ----- | --------------- | ------------------ | ---- |
| 01    | Han Byeong-chan | Incheon Karam ING  | 9    |
| 02    | Hong Sun-kwan   | Incheon Songwol FC | 8    |
| 03    | Shin Heui-man   | Incheon Kanseok FC | 7    |
| 04    | Lee Dong-uk     | Incheon Songdo     | 5    |
| 0     | Won Tae-yeon    | Incheon Songdo     | 5    |

### Kreuztabelle
Die Kreuztabelle stellt die Ergebnisse aller Spiele dieser Saison dar. Die Heimmannschaft ist in der linken Spalte, die Gastmannschaft in der oberen Zeile aufgelistet.
| 2020                 | ISL | IKM  | IKK | ISO | INU | ISN |
| -------------------- | --- | ---- | --- | --- | --- | --- |
| Incheon Songwol FC   |     | 6:1  | 3:3 | 4:2 | 2:0 | 0:1 |
| Incheon Karam ING    | 0:6 |      | 2:6 | 2:2 | 5:0 | 2:6 |
| Incheon Kanseok FC   | 0:6 | 8:3  |     | 2:2 | 1:4 | 1:1 |
| Incheon Songdo       | 2:0 | 4:3  | 3:1 |     | 8:0 | 2:0 |
| Incheon Nambu FC     | 0:3 | 5:3  | 2:2 | 6:3 |     | 0:1 |
| Incheon Shinhyeon FC | 1:2 | 12:1 | 0:2 | 2:1 | 4:3 |     |

## Aufstiegsspiele
In den Aufstiegsspielen zur K5 League Incheon qualifizierten sich die Staffelsieger der K6 League Incheon Staffel A & B. Die Staffelsieger spielten in den Aufstiegsspielen den Aufstieg in die K5 League Incheon aus.
|                      | Ergebnis        |                  |
| -------------------- | --------------- | ---------------- |
| Incheon Seogot SM FC | 1:1 (2:1 n. V.) | Incheon Haesa FC |